# خون برای خشخاش
«خون برای خشخاش» (به انگلیسی: Blood for Poppies) ترانه‌ای از گروه گاربج و تک‌آهنگ اصلی آلبوم Not Your Kind of People است که در سال ۲۰۱۲ منتشر شد. این اولین ترانه‌ای بود که پس از جدایی هفت ساله و دوباره گردهم‌آمدن اعضای گاربج از آن‌ها منتشر می‌شد.
ایدهٔ ابتدایی «خون به‌خاطر خشخاش» متعلق به شرلی منسن بود و در نظر داشت آن را به‌عنوان پروژهٔ انفرادیش کامل کند اما پس از آن‌که اعضای گروه گرد هم آمدند ترانه توسط هر ۴ عضو گاربج تکمیل شد. خواندن مقاله‌ای راجع به جنگ تریاک در افغانستان و دیدن مستند رسترپو منشأ الهام منسن برای سرودن این قطعه بودند. به‌گفتهٔ منسون او پس از جدایی از گاربج احساس گم‌شدگی و سرگردانی می‌کرد و این ترانه وسیله‌ای برای توصیف حس گُم‌گشتگی‌اش بود.
موزیک ویدئوی سیاه و سفید «خون برای خشخاش» را مت ایروین ساخته‌است. او در این ویدئو از عکاسان و فیلم‌سازان پیشگام سبک سورئالیسم همچون رنه ماگریت، مایا درن، لوئیس بونوئل و فرانچسکا وودمن تأثیر گرفته‌است. در بخشی از ویدئو ارجاعی به صحنهٔ شکافتن چشم با تیغ سلمانی در سگ اندلسی بونوئل هم وجود دارد.

## موقعیت در جدول‌های فروش موسیقی
| چارت (۲۰۱۲)                              | جایگاه |
| ---------------------------------------- | ------ |
| ۱۰۰ آهنگ داغ بیلبورد ژاپن                | ۴۷     |
| جدول ترانه‌های آلترناتیو مجلهٔ بیلبورد     | ۱۷     |
| بیلبورد هات ۱۰۰                          | ۱۳     |
| جدول ترانه‌های داغ راک و آلترنتیو بیلبورد | ۳۰     |
| جدول ادالت آلبوم آلترنتیو بیلبورد        | ۲۶     |